# 米国債

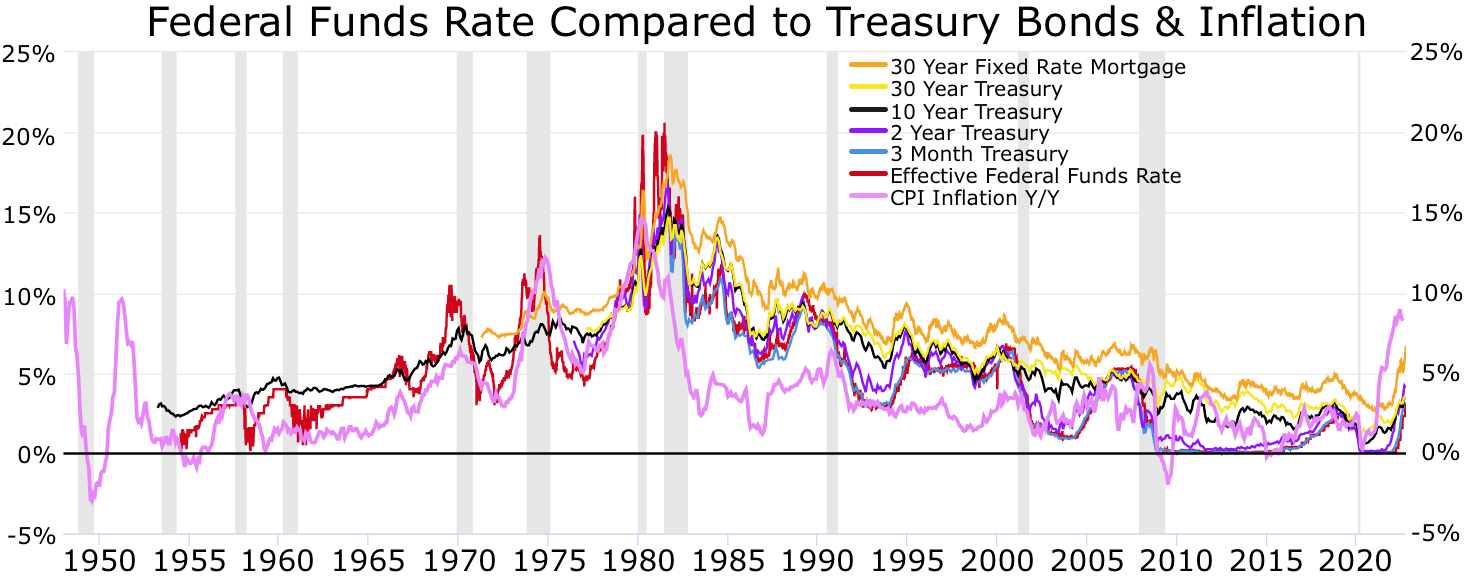
米住宅ローン金利 30年
トレジャリーボンド 30年
トレジャリーノート 10年
トレジャリーノート 2年
トレジャリービル 3ヶ月
実効FF金利
CPIインフレ率 (Y/Y)
リセッション

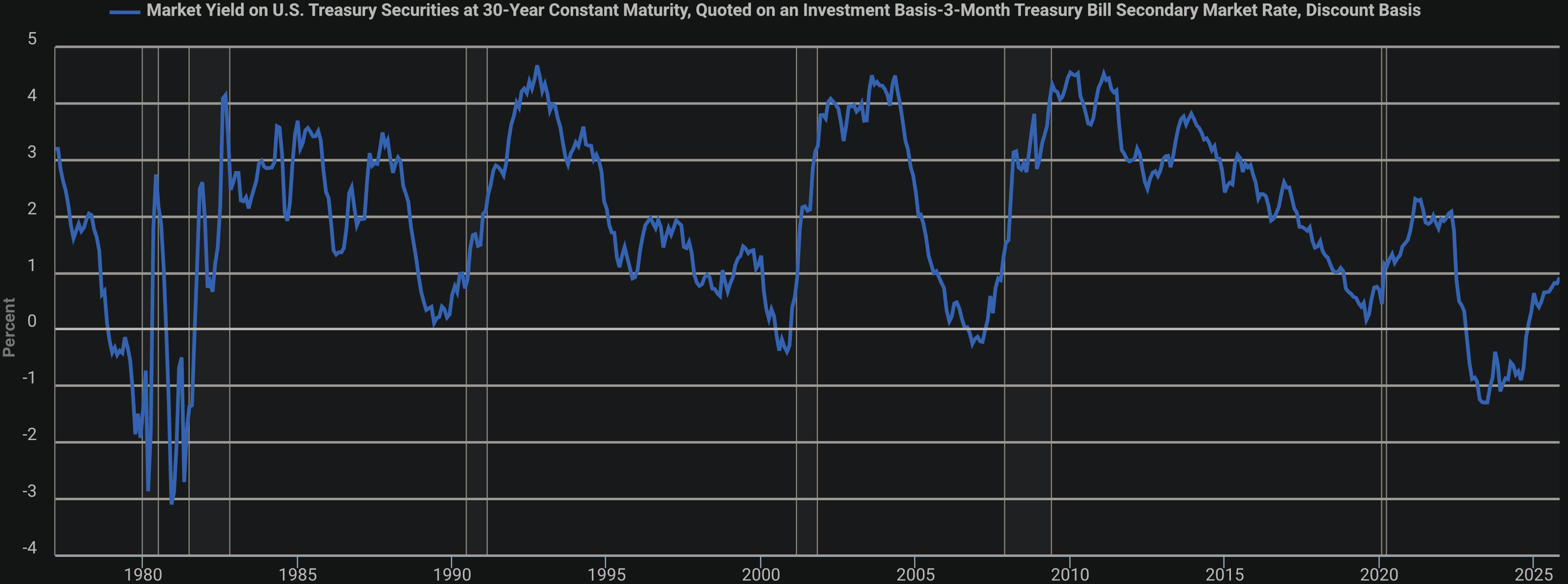
トレジャリー 30年 マイナス トレジャリービル 3ヶ月

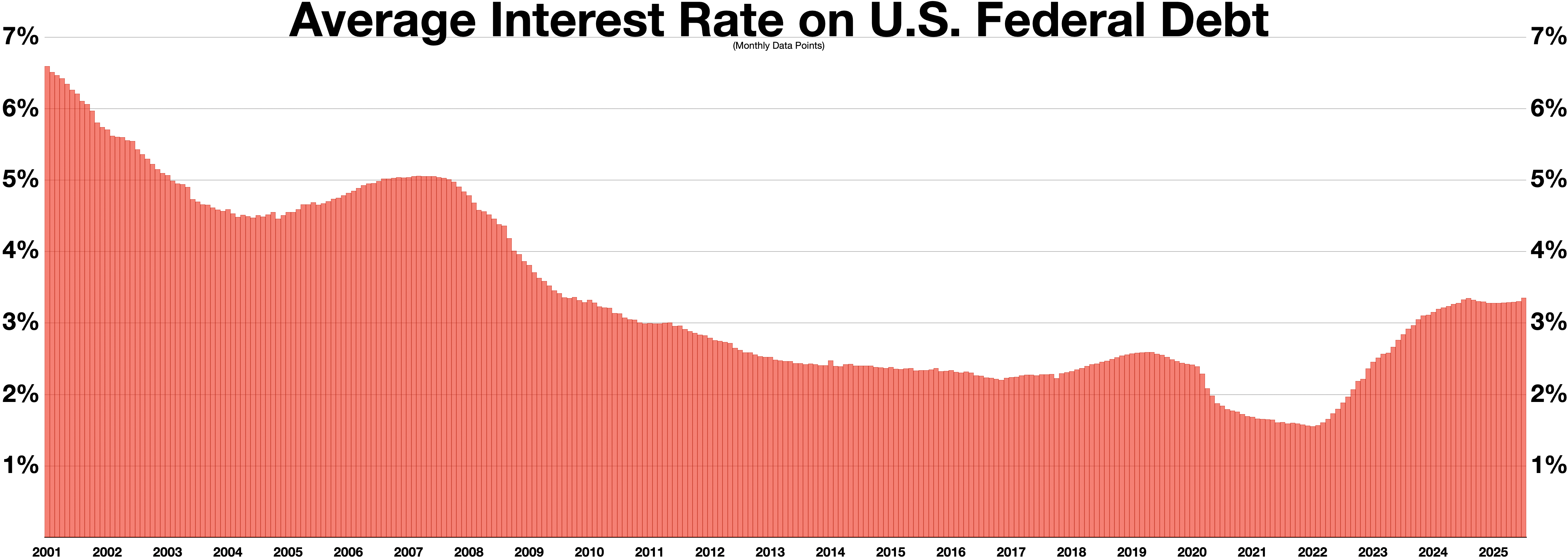
米国連邦債の平均金利

米国債 (べいこくさい、米国国債) または米国財務省証券 (英: United States Treasury security) は、米国財務省 (USDT) が発行する国債。トレジャリーとも呼ばれる。 
アメリカ合衆国政府に対する信用により市場が形成されており、流動性の高さからドル建外貨準備の主要な投資先となっている。戦争や経済危機の際は「有事のドル買い」に併せて、米国債市場への資金流入が起きる傾向が強い。また、米国債の金利は長期金利の世界的な指標となっている。

## 歴史
1775年6月22日、アメリカ独立戦争のバンカーヒルの戦いの頃、第2次大陸会議が最初の米国債を発行した。発行額は200万ドルであった。翌年の1776年7月4日、米国が建国。
1789年9月2日にアメリカ合衆国財務省が設立。翌年1790年8月4日に「Funding Act of 1790」が成立、債務不履行の危機にあった州債を国債に振り替えたが、その際に利息の支払を1801年まで延期したため、これが米国の最初の債務不履行となった。
1933年に米国政府は市民の金の保有を禁じる政策を行う。1933年6月5日に「House Joint Resolution-192」において、国債の金による請求を認める金条項を過去の分まで廃止、ドルによる支払に限定した (これも債務不履行にあたる)。
2010年11月、連邦準備制度理事会(FRB)議長のベン・バーナンキは追加的量的緩和政策（quantitative easing policy, QE2）の中で、約6000億USドル（約48兆円）の米国債を市中から購入する決定を行った。失業率の改善や、S&P 500 等株価指数の上昇など、QE2 の効果は着実に表れたとされる。
2011年8月5日、米国債の格付けが引き下げられた（米国債ショック）。

## 市場性国債
市場性国債の種類と手続きは、米国債の一般的な提供案内 (31 CFR 356) に記載されている。償還期間等により、複数種類の市場性国債が提供されている。市場性国債に適用される利払方法の分類として、割引債と利付債がある。
- 割引債 - 利払いがない。償還期限が 1 年内のものと、ストリップス債 (STRIPS) が対象。
- 利付債 - 6 ヶ月毎に利払いがある。償還期間が 1 年超のものが対象。ストリップス債 (STRIPS) は対象外。

市場性国債として、以下のものがある。 

### トレジャリービル (T-Bills)

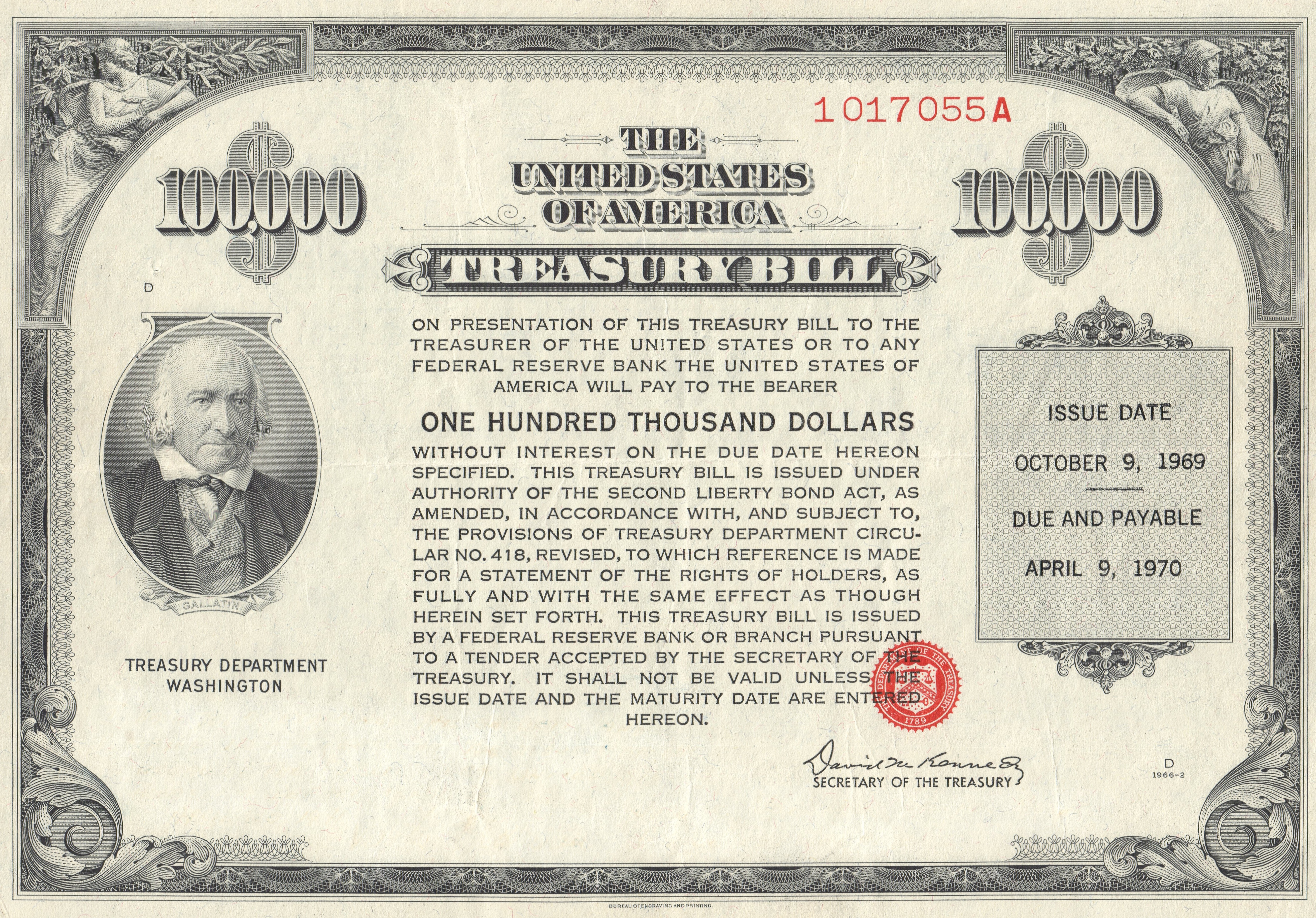
$100,000 のトレジャリービル (1969年)

トレジャリービル (T-Bills: Treasury Bills) は、短期国債。4, 8, 13, 26, 52週物の割引債。これらとは別に、現金不足の際に不定期に Cash Management Bill が発売される。Cash Management Bill の方は個人は購入できない。

### トレジャリーノート (T-Notes)

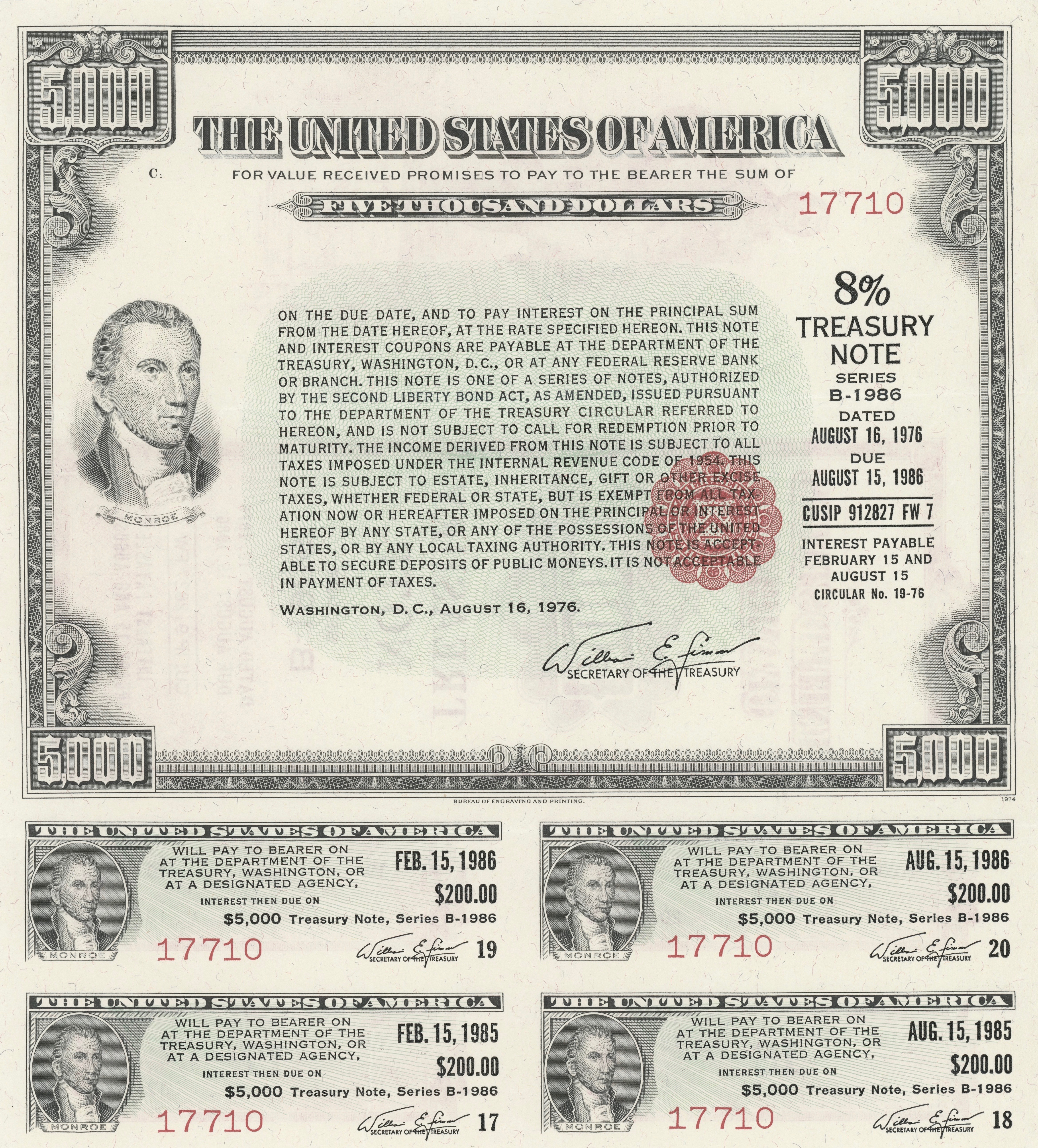
$5,000 のトレジャリーノート (1976年)

トレジャリーノート (T-Notes: Treasury Notes) は、中長期国債。2, 3, 5, 7, 10年物の利付債。

#### 変動利付債 (FRN)[11]
トレジャリーノートには変動金利の 2 年物があり、変動利付債 (FRN: Floating Rate Note) として知られる。2013年7月31日開始。金利は、トレジャリービルの 13 週債の定期入札に基づいて決定し、四半期ごとに支払う。通常の固定金利の証券と同様に、保有者は 2 年間の期間が終了し、債券の満期に達した時に、債券の額面金額が支払われる。

### トレジャリーボンド (T-Bonds)

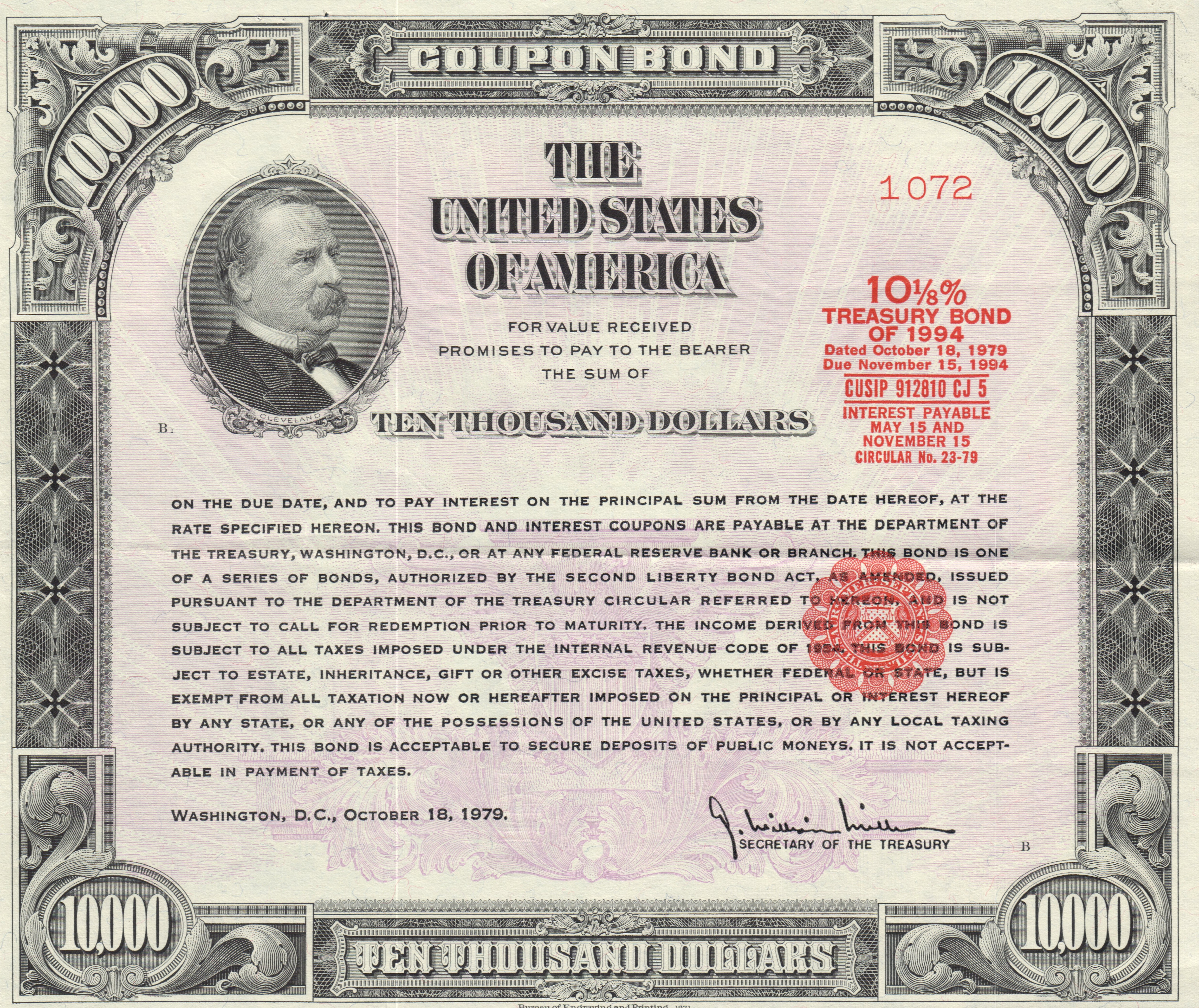
$10,000 のトレジャリーボンド (1979年)

トレジャリーボンド (T-Bonds: Treasury Bonds) は、超長期国債。20, 30年物の利付債。

### インフレ連動債 (TIPS)[13]
インフレ連動債 (TIPS: Treasury Inflation-Protection Securities) は、元本及びクーポンが物価指数上昇率に連動。インフレは消費者物価指数の Consumer Price Index for All Urban Consumers (CPI-U) で計測する。5, 10, 30 年債がある。1997年1月29日開始。
近年は、米10年国債のインフレ連動債の利回りは -1% ～ 1% の近辺を推移している。インフレ連動債の利回りが 0% というのは、インフレは回避できても、株式とは異なり、資産が増えるような金融商品ではないことを意味している。通常の 10 年国債とインフレ連動 10 年国債の利回りの差が 10 年間の予想インフレ率である。
| 米国債                              | 利回り |
| ----------------------------------- | ------ |
| 米10年国債 (DGS10)                  | 4.55%  |
| 米10年国債 (DFII10): インフレ連動債 | 2.24%  |
| 2024年末現在・米ドル建。            |        |

### クーポンの分離
米国債のセカンダリーマーケット (二次市場) には、元本部分と利息部分 (利札) が分離された、あるいは「切り離された (strip された)」トレジャリーノート、トレジャリーボンド、TIPS があり、その元本部分と利息部分をそれぞれ売れるよう分離されている。この慣行は、IT 化以前より行われており、米国債は紙の無記名債として発行されていた。トレーダーは利息部分のクーポンを紙の証券から文字通り文字通り切り離して個別に再販し、元本はゼロクーポン債として再販された。
その現代版は、ストリップス債 (STRIPS) として知られている。ストリップス債は帳簿記載システム (book-entry system) に登録されているが、米国財務省によって直接発行されおらず、 投資銀行やブローカー会社を通じて購入する必要があり、米国債の公式取引サイトの TreasuryDirect からは購入することはできない。

#### ストリップス債 (STRIPS)[19]
ストリップス債 (STRIPS: Separate Trading of Registered Interest and Principal of Securities) は、元本利子分離債。利付債の元本部分と利息部分 (利札) を分離し、元本部分をこの利付債の償還日を満期とする割引債にして販売、利息部分をその利息の支払日を満期とする割引債として販売する。

## 非市場性国債
非市場性国債としては、以下のものがある。

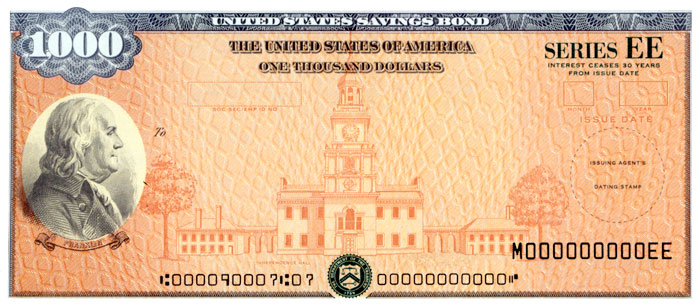
ベンジャミン・フランクリンが印刷された $1,000 シリーズの米国貯蓄国債

- 米国貯蓄国債 (U.S. savings bonds)
- ゼロパーセント債務証明書 (Zero-Percent Certificate of Indebtedness)
- 政府口座シリーズ (GAS: Government Account Series)
- 州および地方政府シリーズ (SLGS: State and Local Government Series)

## 取引方法
日本居住者の場合は日本の金融機関などから取引できる。日本の金融機関でも償還まで待たずに売却（中途解約）できる場合が多い。

### 帳簿記載方式
帳簿記載方式（book-entry form）とは、帳簿への記載によって所有者を証明し券面の発行を省略する制度であり、米国財務省証券の取引を容易にし流動性を高める一因となっている。日本の国債振替決済制度に相当する。金融機関で売買した場合はこの方式となる。

### TreasuryDirect
米国政府が運営する米国債の公式サイトである TreasuryDirect より直接購入できる。個人は米国居住者限定。

## 関連する金融商品
東京証券取引所には下記 ETF が上場している。
| 銘柄（会社・シリーズ名） | 銘柄名                                                                       | 銘柄コード |
| ------------------------ | ---------------------------------------------------------------------------- | ---------- |
| iシェアーズ              | 米国債 1-3年 ETF                                                             | 2620       |
| iシェアーズ              | 米国債 3-7年 ETF（為替ヘッジあり）                                           | 2856       |
| iシェアーズ・コア        | 米国債 7-10年 ETF                                                            | 1656       |
| iシェアーズ・コア        | 米国債 7-10年 ETF（為替ヘッジあり）                                          | 1482       |
| iシェアーズ              | 米国債 20年超 ETF（為替ヘッジあり）                                          | 2621       |
| 上場インデックスファンド | 米国債券（為替ヘッジなし）（7-10年物）                                       | 1486       |
| 上場インデックスファンド | 米国債券（為替ヘッジあり）（7-10年物）                                       | 1487       |
| NEXT FUNDS               | ブルームバーグ米国国債（7-10年）インデックス（為替ヘッジなし）連動型上場投信 | 2647       |
| NEXT FUNDS               | ブルームバーグ米国国債（7-10年）インデックス（為替ヘッジあり）連動型上場投信 | 2648       |
| MAXIS                    | 米国国債 7-10年 上場投信（為替ヘッジなし）                                   | 2838       |
| MAXIS                    | 米国国債 7-10年 上場投信（為替ヘッジあり）                                   | 2839       |

同様に米国の取引所にも多数の ETF が上場しており、日本の金融機関でも取引できる。
日本の投資信託も多数ある。先物に関しては国債先物取引を参照。CFDとして提供している証券会社もある。

## 米国債債権国上位20国・地域
2022年5月時点:
| 債権国               | 10億米ドル |
| -------------------- | ---------- |
| 1. 日本              | 1212.8     |
| 2. 中国              | 980.8      |
| 3. イギリス          | 634.0      |
| 4. スイス            | 294.1      |
| 5. ケイマン諸島      | 293.2      |
| 6. ルクセンブルク    | 292.4      |
| 7. アイルランド      | 289.3      |
| 8. ベルギー          | 268.3      |
| 9. フランス          | 244.0      |
| 10. ブラジル         | 232.7      |
| 11. 台湾（中華民国） | 231.4      |
| 12. カナダ           | 211.0      |
| 13. インド           | 203.7      |
| 14. 香港             | 186.6      |
| 15. シンガポール     | 178.7      |
| 16. サウジアラビア   | 114.7      |
| 17. 韓国             | 114.1      |
| 18. ノルウェー       | 114.0      |
| 19. ドイツ           | 92.4       |
| 20. バミューダ諸島   | 75.2       |

出典: The United States Treasury

## アメリカ合衆国の財政
アメリカ合衆国政府の財政収支は基本的に赤字であり、1960年以降に黒字となったのは、1960年、1969年、1998年～2001年のみである。1990年代初頭、政府は当時史上最大の財政赤字を抱えていたが、1998年～2001年は財政黒字に転換した。この背景には、クリントン政権の財政再建政策（所得税の最高税率引上げなど）とITを軸とした活発な民間投資がある。しかしその後、2002年に再び赤字に転じてからは財政赤字の状態が続いている。対GDP比で見たときに、1929年以降、特に赤字が大きかったのは第二次世界大戦の頃と、2020年の新型コロナウイルスの頃である。
アメリカ合衆国政府は2022年現在、少なくとも今後30年間は黒字化しない見通しを立てている。

## 見解

### 損失リスク
発行体の信用リスクや、アメリカ国外の投資家が購入する場合には為替変動によって損失が発生するおそれがある一方、満期まで保有していれば額面通りに償還されると認識されている。ただし償還は米ドル建てのため、自国通貨に戻す場合は為替レートによって米国債購入時に比較し損失を出すこともあれば利益が出ることもある。
金融アナリストの久保田博幸は、「国債は一定期間売却できない代わりに、その期間を過ぎれば国が額面で買い取る」と解説している。

### 米国債売買をめぐる日本国内の動き
1997年6月23日、橋本龍太郎首相は、ニューヨークのコロンビア大学での講演で「私は何回か日本政府が持っている財務省証券を大幅に売りたいという誘惑に駆られたことがある」と発言、ウォール街では株式・国債が急落した。
江田憲司は2011年9月27日の衆議院予算委員会で、日本政府保有分米国債は約四十兆円の為替差損を抱えていると述べた。これに対し安住淳財務大臣は「円高にはさまざまな要因があり」「ヨーロッパにおける金融不安等があってこういうレートになっている」と答弁した。安住淳財務大臣は答弁のなかで米国債の満期償還金が毎年14.5兆円あると述べているが、江田憲司はその償還金も米国債の再購入に充てられていると述べている。
民主党の前原誠司政調会長は「米国債を売ってしまうとドルの信頼に響き、さらなる円高が加速する可能性もある」と述べ、売却に否定的な見解を示した。
2013年1月、安倍晋三総理大臣は米国債買い入れのために50兆円に上るファンドの設置を検討すると表明した。

### 主張
- 経済評論家の植草一秀は「ドルが値上がりしたなら、ドル高の局面でドルを円に換金するべき」と主張している[40]。
- 河野太郎は、円高が進んでいる現状で米国債を売却しても負債が資産を上回るため、福島第一原発事故の賠償金にそのままあてることはできないと指摘している[41]。
- 金融・貴金属アナリストの亀井幸一郎は「大量の米国債を手放すとなると市場の混乱は必至」と述べている[42]。
- J-CASTも、アメリカへの配慮が米国債を売却できない理由だと推測している[42]。
- ZAKZAKは、「売却で得たドルを円に替えれば、円高ドル安に拍車をかけることになるため、「売りたくても売れない」という事情もあるようだ」としている[34]。